# Microporelloides lepueana
Microporelloides lepueana är en mossdjursart som beskrevs av Soule, Chaney och Morris 2004. Microporelloides lepueana ingår i släktet Microporelloides och familjen Microporellidae. Inga underarter finns listade i Catalogue of Life.